# Damligan (fotbollsserie)
Nationella ligan (finska: Kansallinen Liiga), fram till 2006 Damernas FM-serie (finska:Naisten SM-sarja), är damernas motsvarighet till herrarnas Tipsligan. Laget som vinner serien kan alltså titulera sig finsk mästare i fotboll för damer. Serien kallades i början på finska också för Mimmiliiga.

## Historia
Damernas första finska mästerskap ordnades 1971 och spelades i cupformat. 1972 spelades regionala grupper, från vilka segrarna deltog i en turnering om FM-titeln. 1973 gjorde fyra gruppvinnare upp om FM-titeln. En serie med 8 lag grundades 1974. 1977 spelades två grupper, varifrån de bästa deltog i en finalserie.
Säsongen 1978 gick tillbaka till konceptet med en serie för hela landet och då utökades också antalet lag till 10. Mästerskapet avgjordes mellan de fyra bästa lagen genom ett slutspel. Säsongerna 1981-1983 delades serien i fyra grupper, från vilka de fyra bästa lagen från varje grupp deltog i ett slutspel.
Säsongen 1984 gick man tillbaka till en rikstäckande serie. I serien spelade 12 lag, men säsongen 1985 blev lagantalet återigen 10. Säsongen 1986 lämnade man systemet med att avgöra mästerskapet med ett slutspel.
I början av december 2006 beslutades att från 2007 ändra seriens namn från "FM-serien" till "Damligan", och från och med säsongen 2008 utöka serien till 12 lag som möter varandra två gånger, en gång på hemmaplan och en gång på bortaplan. Laget som blir tolfte degraderas direkt till Damettan. Laget som slutar elfte får däremot kvala mot tvåan från Damettan om att bli kvar.
Inför säsongen 2020 ändrades namnet på serien från Damligan till nuvarande Nationella ligan.

## Mästare
HJK har överlägset flest titlar, 22 stycken (2005). På andra plats kommer FC Honka och Helsinki United (tidigare KNF och PP-Futis) med tre titlar vardera. 
| - 1971 – HJK - 1972 – HJK - 1973 – HJK - 1974 – HJK - 1975 – HJK - 1976 – Kemin Into - 1977 – Kemin Into - 1978 – TPS - 1979 – HJK - 1980 – HJK - 1981 – HJK - 1982 – Puotinkylän Valtti - 1983 – Puotinkylän Valtti - 1984 – HJK - 1985 – Kaunis Nainen Futis (KNF) |  | - 1986 – HJK - 1987 – HJK - 1988 – HJK - 1989 – PP-Futis (Pallo-Pojat) - 1990 – Helsinki United - 1991 – HJK - 1992 – HJK - 1993 – FC Kontu - 1994 – Malmin Palloseura (MPS) - 1995 – HJK - 1996 – HJK - 1997 – HJK - 1998 – HJK - 1999 – HJK - 2000 – HJK |  | - 2001 – HJK - 2002 – FC United - 2003 – MPS - 2004 – FC United - 2005 – HJK - 2006– FC Honka - 2007 – FC Honka - 2008 – FC Honka - 2009 – Åland United - 2010 – PK-35 Vantaa - 2011 – PK-35 Vantaa - 2012 – PK-35 Vantaa - 2013 – Åland United - 2014 – PK-35 Vantaa - 2015 – PK-35 Vantaa |  | - 2016 – PK-35 Vantaa - 2017 – FC Honka - 2018 – PK-35 Vantaa - 2019 – Helsingin Jalkapalloklubi Kansallinen Liiga (sedan 2020) - 2020 – Åland United - 2021 – KuPS - 2022 – KuPS - 2023 – KuPS - 2024 – HJK |

### Fotnoter
1. ↑  Björn Eklund (4 december 2006). ”FM-serien blir damernas liga” (på svenska). Nya Åland. http://www.nyan.ax/sport/fm-serien-blir-damernas-liga/. Läst 4 november 2017.